# متحف تنومة الأثري
متحف تنومة الأثري أحد متاحف منطقة عسير ويقع في سوق السبت التاريخي وسط مدينة تنومة، أسسه سليمان محمد عبد الله الشهري، يعتبر المتحف المتحف الرئيسي للمحافظة ويوجد فيه العديد من القطع المميزة، حيث تصل محتوياته إلى 1250 قطعة تراثية، ويتكون المتحف من ثلاثة أدوار يحتوي كل دور على أربع غرف للعرض بالإضافة إلى فناء خارجي وبقالة قديمة.

## التاريخ
تبرع رجل الأعمال علي بن سليمان الشهري بمنزل والده القديم الكائن بسوق السبت والتي تسمى ( الساحة ) لمدة خمس سنوات ليكون متحفا أثريا لمدينة تنومة حيث تم تسليم المفاتيح لرئيس مركز تنومة الأستاذ عبد الرحمن بن زيد الهزاني والذي كان له الجهد الأكبر في فكرة إنشاء المتحف وقد تم تسليم المفاتيح للأستاذ سليمان بن أحمد الشهري بموجب إقرار بالالتزام بشروط العقد ومنها تأمينه بالقطع الأثرية اللازمة والتي تناسب تراث المنطقة حيث أنه من المهتمين بالتراث وله خبرة واسعة في هذا المجال.

## محتويات المتحف
اشتمل العرض المتحفي على جزء لأدوات الزراعة والري وآخر على عملات وجزء للأسلحة والأواني والصور القديمة وآخر للحلي وأدوات الزينة قديماً كما أن هناك جناح مخصص للضيافة مكون من أدوات حمس القهوة ودلال مختلفة الأنواع وأباريق للشاي وأدوات إشعال النار قديماً وقد وضعت القطع على أرفف وعلى فترينات وعرض جداري وداخل فترينات زجاجية.
يحتوي المتحف على عدد كبير من القطع الأثرية، والتي تصل إلى ألف مائتين وخمسين قطعة، موزعة على ثلاثة أدوار وكل دور يضم أربعة غرف للعرض بالإضافة إلى فناء خارجي وبقالة قديمة. هذه القطع الأثرية عبارة عن أدوات قديمة استُخدمت بالزراعة والري والتجارة ومختلف نشاطات الحياة بالمنطقة، وحتى الأسلحة وأدوات التبرج والزينة الأثرية التي استخدمتها المرأة قديمًا وهي توضح الفترات التاريخية القديمة التي مرت بها المنطقة على مدى العصور.
تم تجميع هذه التحف الأثرية على مدار عشرين عامًا كاملين، ويرجع عمرها إلى أكثر من ألف وثلثمائة عام، وجميعها تُعرض في خزانات زجاجية للسياح وعلى الجدران مع أباريق الشاي وأدوات إشعال النيران الأثرية.